# Olha Huzenko
Olha Mykołajiwna Huzenko (ukr. Ольга Миколаївна Гузенко; ros. Ольга Николаевна Гузенко, Olga Nikołajewna Guzienko; ur. 17 lipca 1956 w Pohrebcu) – radziecka wioślarka narodowości ukraińskiej, srebrna medalistka olimpijska z Montrealu (1976).
W 1976 roku wystąpiła na igrzyskach olimpijskich w Montrealu, podczas których wzięła udział w jednej konkurencji – rywalizacji ósemek. Reprezentantki Związku Radzieckiego (w składzie: Lubow Tałałajewa, Nadieżda Roszczina, Klavdija Koženkova, Ołena Zubko, Olha Kołkowa, Nelli Tarakanowa, Nadija Rozhon, Olha Huzenko i Olha Puhowśka) zdobyły w tej konkurencji srebrny medal olimpijski, uzyskując w finale czas 3:36,17 i przegrywając jedynie z osadą z Niemieckiej Republiki Demokratycznej. W pierwszej rundzie uzyskały rezultat 3:00,19, dzięki czemu poprawiły ówczesny rekord olimpijski.
W 1975 i 1976 roku została mistrzynią ZSRR. Za osiągnięcia sportowe wyróżniona została tytułem Mistrza Sportu ZSRR klasy międzynarodowej.